# Agnieszka Brustman
Agnieszka Brustman (Varsòvia, 31 de juliol de 1962) és una jugadora d'escacs polonesa, que té el títol de Gran Mestre Femení des de 1985.
Tot i que es troba pràcticament inactiva des d'abril de 2006, a la llista d'Elo de la FIDE del gener de 2022, hi tenia un Elo de 2344 punts, cosa que en feia la jugadora número 163 de Polònia. El seu màxim Elo va ser de 2415 punts, a la llista de gener de 1997 (posició 1234 al rànquing mundial).

## Resultats destacats en competició
Obtingué el títol de Mestre Internacional Femení (MIF) el 1982, i el de Gran Mestre Femení (GMF) el 1985.
Brustman va jugar amb l'equip polonès en nou olimpíades d'escacs (en el període 1980–1996). El seu millor resultat es va produir a l'olimpíada de La Valetta 1980, quan va fer 8 punts sobre 11, i va guanyar una medalla d'argent individual al quart tauler, i la medalla de bronze per equips.

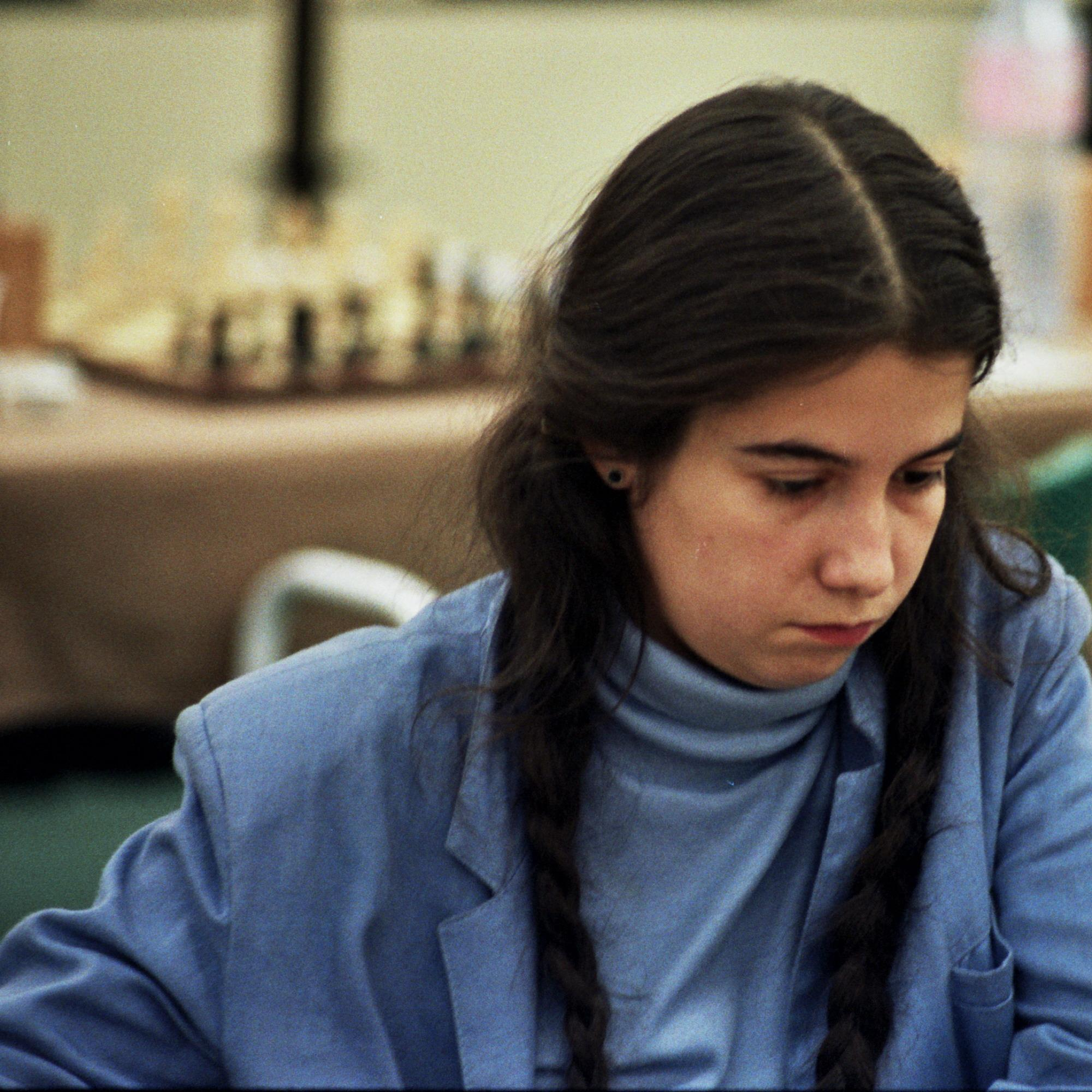
Agnieszka Brustman a l'Olimpíada d'escacs de 1984 a Salònica.

Fou campiona d'Europa juvenil femenina el 1980 i campiona del món juvenil femenina el 1982. També va competir al Campionat del món femení dos cops, essent sisena als Torneigs de Candidates de Malmö 1986 i Chaltubo 1988.
Brustman a més ha guanyat quatre cops el Campionat femení de Polònia (1982, 1984, 1987, i 1996) i hi fou segona dos cops (1980 i 1989) i tercera dos cops més (1983 i 1995).

## Partides notables
- Agnieszka Brustman vs Nona Gaprindashvili, Ckhaltubo (Geòrgia) 1988, Torneig de Candidates, defensa Caro-Kann, B12, 1-0.
- Agnieszka Brustman vs Alisa Galliamova-Ivanchuk, Azov 1990, defensa siciliana, atac Richter-Rauzer, B66, 1-0.